# Герб Московской области
Герб Московской области является официальным символом Московской области Российской Федерации.

## Описание
Устанавливаются три равнодопустимые версии воспроизведения герба Московской области, которые могут использоваться в многоцветном, одноцветном рельефном, контурном, а также в одноцветном с шафировкой воспроизведениях:
гербовый щит — герб Московской области без воспроизведения золотой Императорской короны и лент трёх орденов Ленина;
коронованный гербовый щит — герб Московской области без воспроизведения лент трёх орденов Ленина;
полный герб — герб Московской области с включением в его композицию золотой Императорской короны и лент трех орденов Ленина;
равнодопустимые версии герба — версии герба Московской области, которые по своим юридическим и представительским качествам являются равноценными и взаимозаменимыми.
Геральдическое описание полного герба Московской области гласит:

В червлёном (красном) поле святой Георгий Победоносец в серебряном вооружении (латах, шлеме и сапогах) и лазоревом (синем, голубом) плаще, сидящий в пурпурном, с золотой бахромой седле на серебряном скачущем коне, поражающий золотым копьём, увенчанным золотым восьмиконечным крестом, золотого крылатого змия (дракона о четырех лапах) с зелёными крыльями.
Гербовый щит увенчан золотой Императорской короной и дополнен лентами трёх орденов Ленина
— Закон Московской области от 15.07.2005 N 183/2005-ОЗ (ред. от 29.09.2023) "О гербе Московской области" (принят постановлением Мособлдумы от 06.07.2005 N 9/146-П)

## Символика герба

Герб Московской губернии 1856 года

За основу герба Московской области взят герб Московской губернии, утверждённый[кем?] 8 (20) декабря 1856 года, подлинное описание которого гласит:

В червлёном щите Святой Великомученик и Победоносец Георгий, в серебряном вооружении и лазуревой приволоке (мантии), на серебряном покрытом багряною тканью, с золотою бахромою, конь, поражающий золотого, с зелёными крыльями, дракона, золотым с осьмиконечным крестом на верху, копьём. Щит увенчан Императорскою короною и окружён золотыми дубовыми листьями, соединёнными Андреевскою лентою.

Современная территория Московской области образована 1 октября 1929 года. Московская область расположена в центральной части Восточно-Европейской равнины в междуречье рек Волги и Оки.
Подмосковские территории с давних времён являются центром Российского государства. Около 500 лет на груди двуглавого орла, основной фигуры современного Государственного герба Российской Федерации, в щитке помещён герб Московии, — так называли Россию в XV—XVII веках за её рубежами.
Главной фигурой герба является Георгий Победоносец — символ и покровитель всего русского народа. В этом образе воплотилась извечная тема победы добра над злом, света над тьмой.

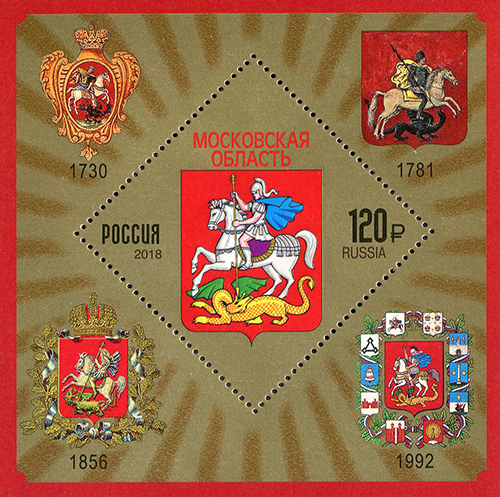
Почтовый блок 2018 год

Золото символизирует знатность, могущество и богатство, а также христианские добродетели: веру, справедливость, милосердие, смирение.
Серебро символизирует благородство, откровенность, а также чистоту, невинность, правдивость.
Червлень (красный) символизирует храбрость, мужество, самоотверженность, труд, жизнеутверждающую силу, праздник, красоту.
Лазурь (синий, голубой) символизирует великодушие, честность, славу, верность, безупречность, добродетели.
Пурпур символизирует достоинство, благочестие, могущество.
Корона указывает на статус Московской области как субъекта Российской Федерации.
Ленты трёх орденов Ленина, которыми Московская область награждена в 1934, 1956, 1966 годах, показывают заслуги Московской области.
Таким образом, при разработке версии полного герба Московской области с включением в композицию герба Московской области статусного украшения геральдической короны и дополнением композиции тремя лентами орденов Ленина соблюдено основополагающее правило геральдики — историческая преемственность, что сохраняет и подчёркивает геральдическое достояние Московской области.